# HMS Minören (A237)
M/S Linnea Bladner, tidigare HMS Minören (A237), var ett mintransportfartyg. Fartyget byggdes av Kalmar varv och levererades 1940. Hon byggdes om 1957. 1993 såldes hos och byggdes i etapper om till en bostad och bytte namn till M/S Linnea Bladner.